# 高麗郷古民家

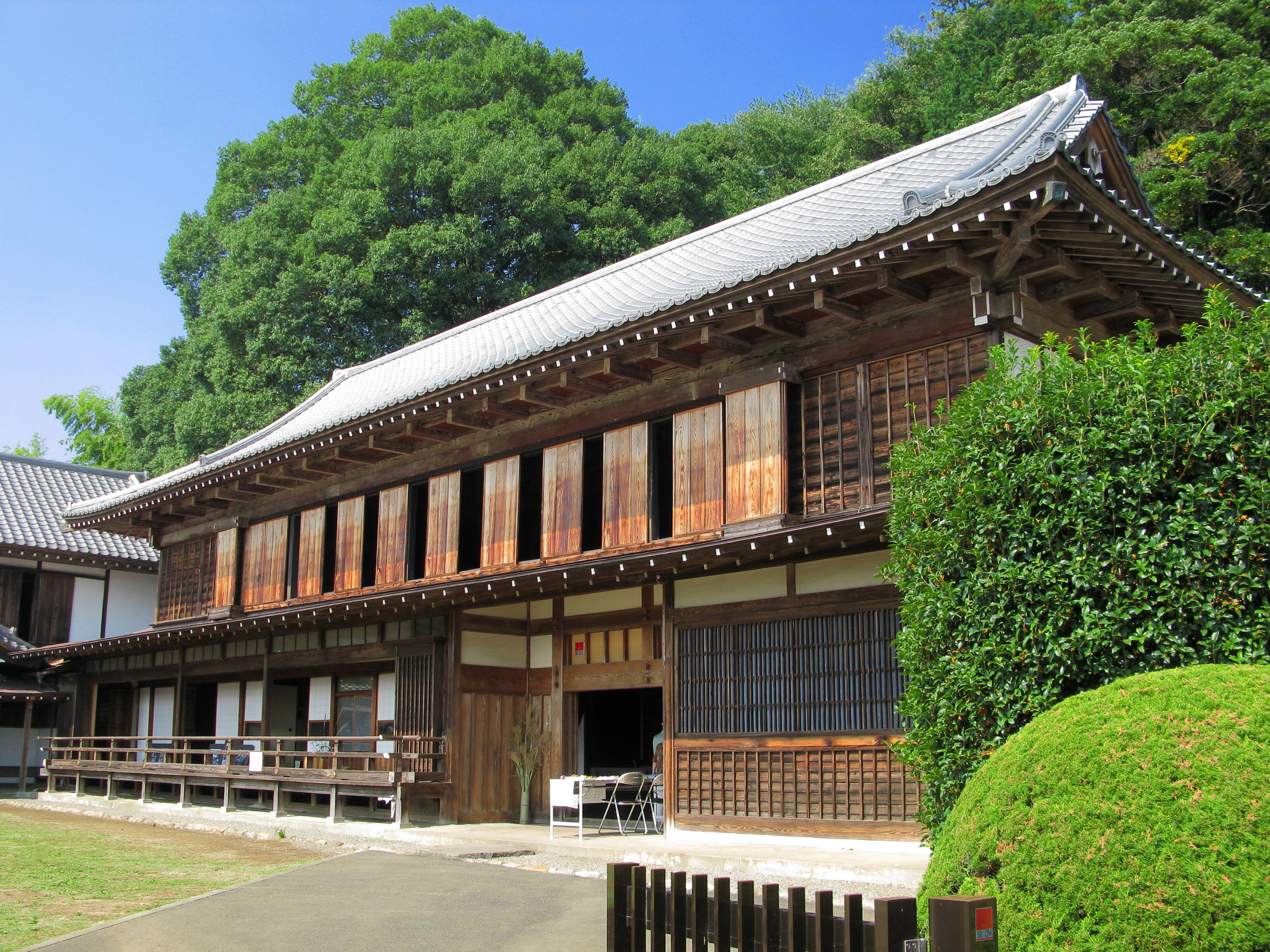
高麗郷古民家

高麗郷古民家（こまごうこみんか）は、埼玉県日高市にある古民家。国の登録有形文化財に登録されている。登録上の名称は「高麗郷古民家（旧新井家住宅）」である。

## 概要
母屋は江戸時代末期から明治時代前半に建設された。2013年（平成25年）11月15日に国の文化審議会によって登録有形文化財（建造物）の登録に関する答申が行われ、2014年（平成26年）4月25日に国の登録有形文化財に登録された。

## 所在地
- 埼玉県日高市大字高麗本郷245番地
- 西武池袋線高麗駅から徒歩15分。